# Llista de topònims de Santa Coloma de Tuïr
Llista de topònims (noms propis de lloc) de Santa Coloma de Tuïr (Rosselló).
Informació actualitzada per un bot. Els canvis manuals es perdran quan s'actualitzi!

## muntanya
| imatge | Nom             | Ubicat a                                    | instància de | Detalls | coordenades                                                                | Protecció | Commons (més fotos) | Dades a WD                    |
| ------ | --------------- | ------------------------------------------- | ------------ | ------- | -------------------------------------------------------------------------- | --------- | ------------------- | ----------------------------- |
|        | Causse          | Castellnou dels Aspres Santa Coloma de Tuïr | muntanya     |         | 42° 37′ 13″ N, 2° 43′ 26″ E / 42.6203333333°N,2.72394444444°E 286 msnm     |           |                     | Modifica les dades a Wikidata |
|        | Serrat del Puig | Santa Coloma de Tuïr                        | muntanya     |         | 42° 36′ 54″ N, 2° 44′ 22″ E / 42.614888888889°N,2.7394166666667°E 238 msnm |           |                     | Modifica les dades a Wikidata |

## Misc
| imatge | Nom                                     | Ubicat a                  | instància de                          | Detalls                      | coordenades                                                                                                   | Protecció                     | Commons (més fotos)                                      | Dades a WD                    |
| ------ | --------------------------------------- | ------------------------- | ------------------------------------- | ---------------------------- | --- | ----------------------------- | -------------------------------------------------------- | ----------------------------- |
|        | Pedrera departamental de Tuïr           | Tuïr Santa Coloma de Tuïr | pedrera                               |                              | 42° 37′ 18″ N, 2° 43′ 49″ E / 42.621639°N,2.730306°E 197.5 msnm                                               |                               |                                                          | Modifica les dades a Wikidata |
|        | Santa Coloma de la Comanda              | Santa Coloma de Tuïr      | església                              | Estil: arquitectura romànica | 42° 36′ 53″ N, 2° 44′ 51″ E / 42.6146944444°N,2.74744444444°E 160.2 msnm                                      | monument històric inventariat | Église Sainte-Colombe (Sainte-Colombe-de-la-Commanderie) | Modifica les dades a Wikidata |
|        | casa de la vila de Santa Coloma de Tuïr | Santa Coloma de Tuïr      | instal·lació Ús: seu del govern local |                              | 42° 36′ 51″ N, 2° 44′ 51″ E / 42.6141103508129°N,2.74749494230497°E fr:66300 SAINTE-COLOMBE-DE-LA-COMMANDERIE |                               | Town hall of Sainte-Colombe-de-la-Commanderie            | Modifica les dades a Wikidata |